# LG Corporation
 Тази статия е за компанията.  За логаритъма при основа 10 вижте логаритъм.  
LG Group (на корейски: LG그룹) е четвъртата по големина южнокорейска финансово-индустриална група (в Южна Корея такива групи се наричат чеболи). Основните направления на дейност са електроника, химическа продукция и телекомуникационно оборудване.
Седалището се намира в Сеул, Република Корея; освен това, компанията има над 200 представителства и клонове в 80 страни по света.

## Основаване
През 1958 г. корейската електротехническа компания Goldstar (金星 – Венера) произвежда първото корейско радио. Следва разцвет в продажбата на уреди под марката Goldstar.
Lucky (樂喜 – щастлива) е друга корейска компания, произвеждаща битова химия, също радваща се на добри продажби на вътрешния пазар.
През 1995 г. двете компании се сливат под името Lucky-Goldstar и започват съвместно производство на електротехника и химически продукти за нефтодобивната промишленост. По-късно името е съкратено до абревиатурата LG. Лозунгът на компанията „Life’s Good“ възниква по-късно на нейна основа.

## Общи сведения[3]
Генерален директор в продължение на 23 години (от 1995 г.) е Ку Бон-Му (Koo Bon-Moo). На 20 май 2018 г. Ку Бон-Му почива в Сеул на възраст 73 години. Преди това, във връзка с влошеното си здраве Ку Бон-Му предава управлението на компанията на по-младия си брат Ку Бон-Чжун, заемащ длъжността вице-председател.
Общият обем на продажбите през 2010 г. е 141 трилиона корейски вона (~$124,2 млрд.). Общият брой служители е над 200 000.
В състава на групата влизат 44 компании:
| Електроника                | Химия                      | Телекомуникации                                                  |
| -------------------------- | -------------------------- | ---------------------------------------------------------------- |
| LG Electronics             | LG Chem                    | LG U+                                                            |
| LG Display                 | LG Hausys                  | LG CNS                                                           |
| LG Innotek                 | LG Household & Health Care |                                                                  |
| Hiplaza                    | LG Sports                  |                                                                  |
| Hi Logistics               | LG MMA                     | LG Solar Energy                                                  |
| System Air-Con Engineering | LG Polycarbonate           | LG International                                                 |
| HITELESERVICE              | THEFACESHOP                | LG Management Development Institute: Economic Research Institute |
| Haitai HTB                 | SEETEC                     | LG Management Development Institute: Academy                     |
|                            | HANKOOK Beverage           | CS Leader                                                        |
|                            | Hausys ENG                 | CS ONE Partner                                                   |
|                            | DIAMOND PURE WATER         | Ucess Partners                                                   |
|                            |                            | SERVEONE                                                         |
|                            |                            | KONJIAM YEWON Co., Ltd.                                          |
|                            |                            | DACOM Crossing                                                   |
|                            |                            | DACOM Multimedia Internet                                        |
|                            |                            | TWIN WINE                                                        |
|                            |                            | A•IN                                                             |
|                            |                            | G2R                                                              |
|                            |                            | HS Ad                                                            |
|                            |                            | L. Best                                                          |
|                            |                            | V-ENS                                                            |
|                            |                            | BIZTECH & EKTIMO                                                 |
|                            |                            | Pixdix                                                           |